# San Saturnino in San Zadornil

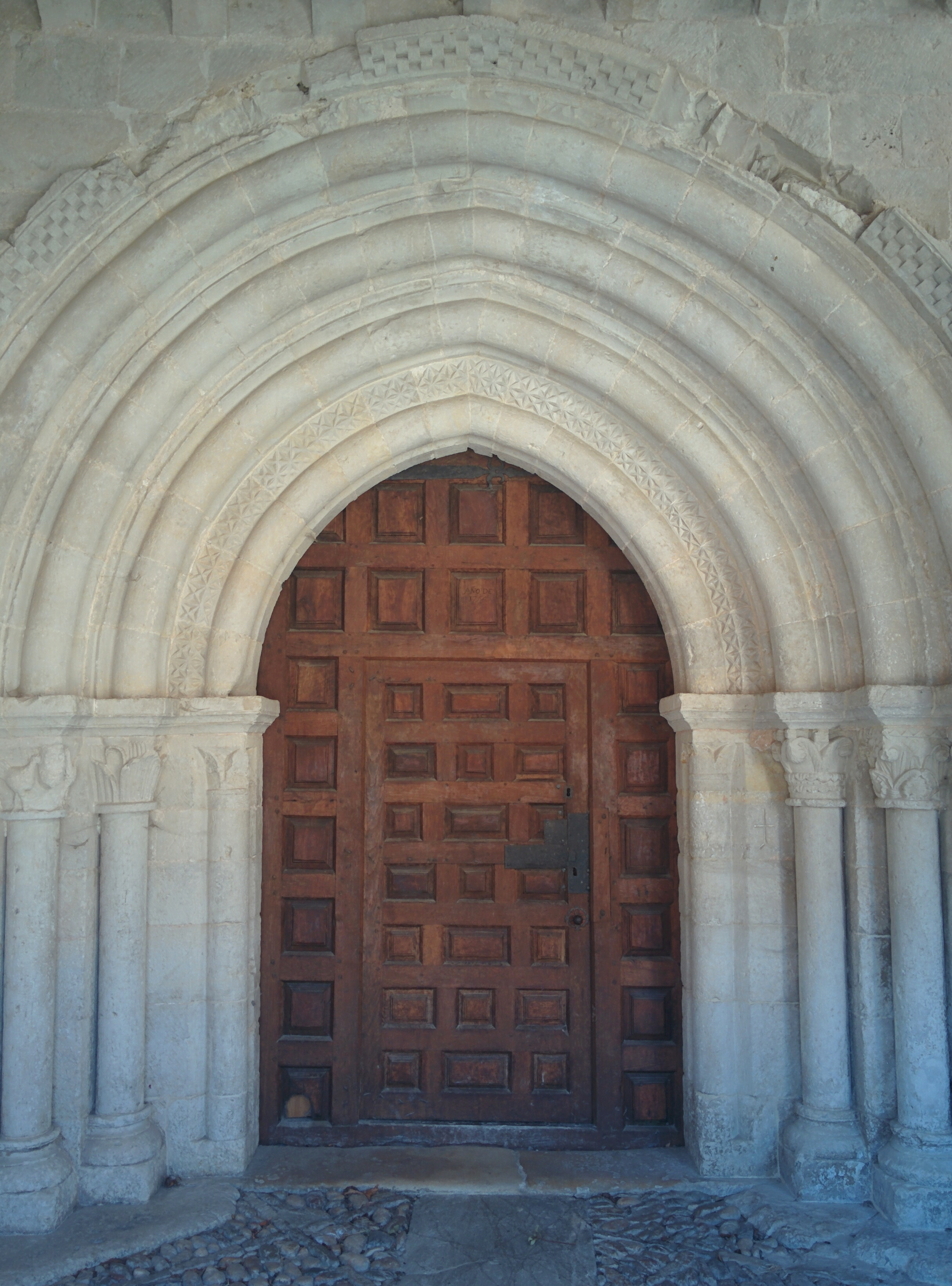
Portal

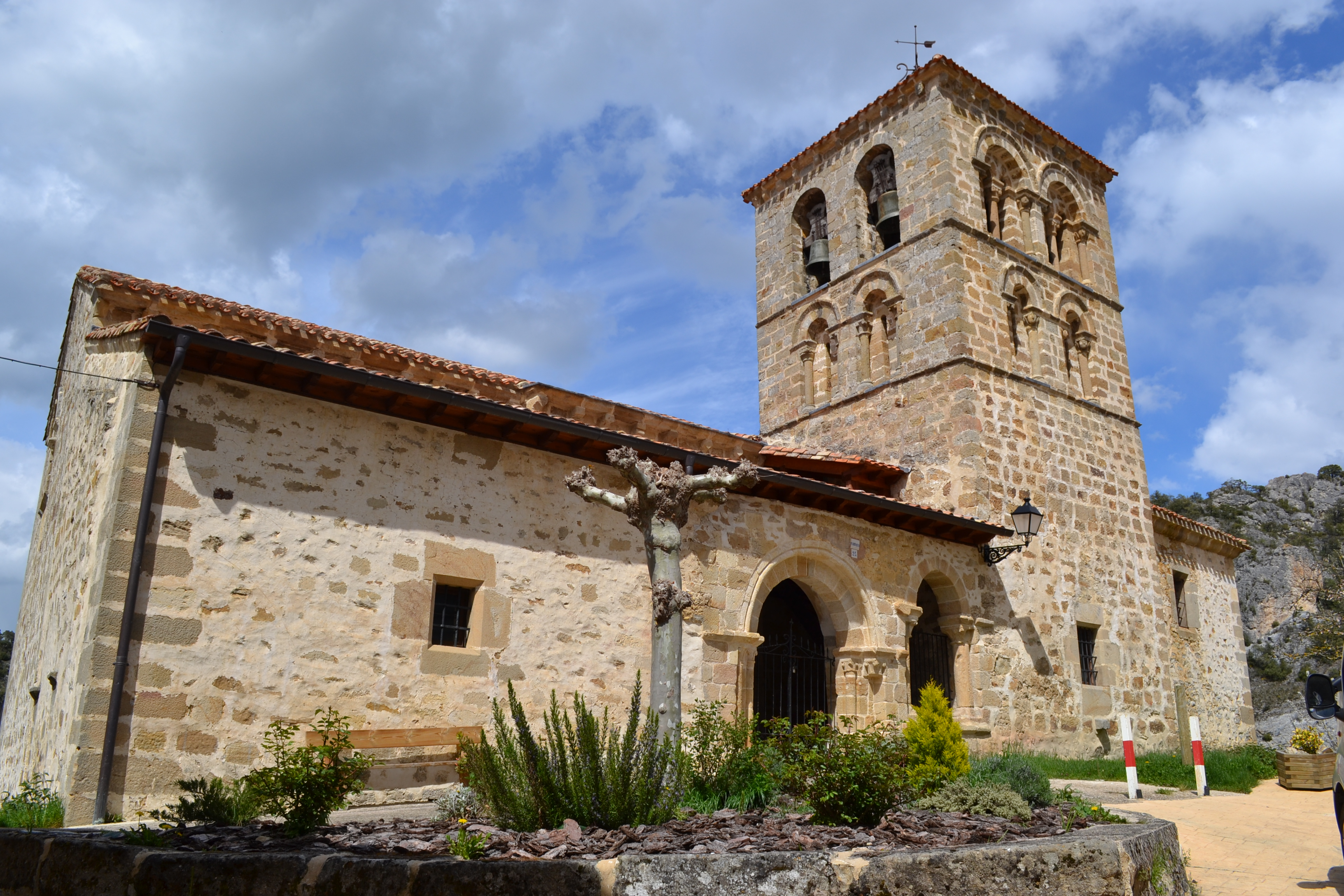
Gesamtansicht

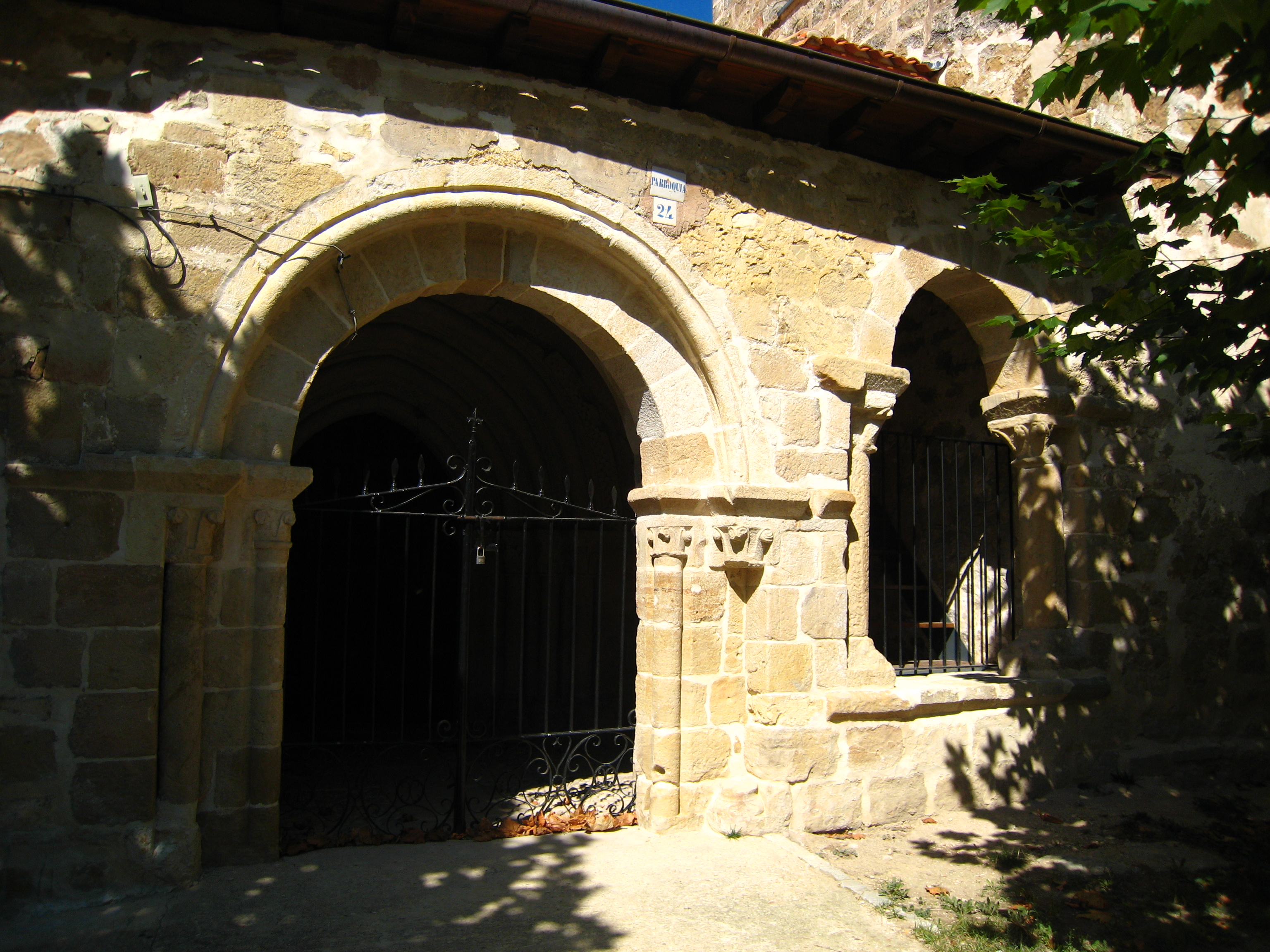
Vorhalle

Die einschiffige Kirche San Saturnino im nach ihrem Namenspatron benannten Bergdorf San Zadornil im Norden der Provinz Burgos in Altkastilien gehört im Wesentlichen der Romanik an.
An den Übergang von Schiff und Chor ist südlich ein wuchtiger Turm angebaut, dessen beide Obergeschosse mit romanischen Biforien versehen sind. Die Glocken hängen jedoch in unverzierten großen Rundbogenöffnungen. Westlich an den Turm grenzt eine kleine offene Vorhalle (galería porticada) an. Das Mauerwerk der Kirche besteht teilweise aus unbehauenem Bruchstein. Mauerecken und Turm bestehen jedoch aus Quadersteinen. Die meisten Fenster und im Innenraum die Kapitelle und Gewölbebögen sind anspruchsvolle Steinmetzarbeiten.
Das von der Vorhalle geschützte Hauptportal sticht in Material und Gestaltung vom übrigen Äußeren ab. Es ist aus Sandstein errichtet, der aus größerer Entfernung herbeigeschafft werden musste. Es ist besonders fein gearbeitet und es gehört schon der Gotik an. Die Arkatur besteht aus vier ineinander liegenden Spitzbögen mit Birnstabprofilen. Um den äußersten und zwischen den beiden innersten dieser Bögen ziehen sich fein gemusterte Friese in Bogenform hin.
Oberhalb des fein gearbeiteten Eingangs schließt die Portalzone mit einem schmucklosen Konsolenfries ab.
Das Kirchenschiff ist von einer Spitztonne überwölbt. An den Wänden sind mehrere Fresken erhalten. Der Chorbereich besteht aus der Vierung, einer Apsis und zwei sehr kurzen Querhausarmen. Die Vierung ist mit einer rustikalen Kuppel auf Pendentifs gedeckt, die äußerlich nicht in Erscheinung tritt – über ihr kreuzen sich die Dachfirste. In der Apsis steht ein vergoldetes Altarretabel.

## Belege
1. ↑  San Zadornil – Iglesia San Saturnino